# Interfejs skoncentrowany na zadaniu
Interfejs skoncentrowany na zadaniu jest rodzajem interfejsu użytkownika, który rozszerza metaforę graficznego interfejsu użytkownika, aby uczynić zadania, a nie pliki i foldery, podstawową jednostką interakcji. Zamiast pokazywać całe hierarchie informacji, takie jak drzewo dokumentów, interfejs skoncentrowany na zadaniu pokazuje podzbiór, który jest istotny dla danego zadania. Rozwiązuje to problem przeciążenia informacyjnego, gdy mamy do czynienia z dużymi hierarchiami, takimi jak te w systemach oprogramowania lub dużych zbiorach dokumentów.
Składa się on z mechanizmu, który pozwala użytkownikowi określić zadanie, nad którym pracuje i przełączać się pomiędzy aktywnymi zadaniami, modelu kontekstu zadania, takiego jak ranking stopnia zainteresowania (DOI), mechanizmu skupiającego, który filtruje lub pokazuje istotne dokumenty. Interfejs skoncentrowany na zadaniu został potwierdzony statystycznie istotnym wzrostem produktywności pracowników umysłowych. Został on szeroko przyjęty przez programistów i jest kluczową częścią zintegrowanego środowiska programistycznego Eclipse. Technologia ta jest również określana jako model „kontekstu zadania” i paradygmat „programowania skoncentrowanego na zadaniu”.

## Historia
Interfejs skoncentrowany na zadaniu został wymyślony przez Mika Kerstena podczas jego doktoratu na University of British Columbia w 2004 r. Kersten wcześniej pracował w zespole programowania aspektowego w Xerox PARC i połączył ideę aspektów przekrojowych i zarządzania zadaniami.
Do wczesnych prekursorów interfejsu skoncentrowanego na zadaniu należą metafora interfejsu attention-reactive oraz narzędzie do edycji dokumentów „Edit & Read Wear”.
Pierwszy opis koncepcji interfejsu skoncentrowanego na zadaniu pojawił się w publikacji z konferencji AOSD w 2005 roku. Pierwsza implementacja interfejsu skoncentrowanego na zadaniu rozpoczęła się jako projekt open source o nazwie Eclipse Mylyn, stworzony w marcu 2005 roku.
W 2006 roku grupa badawcza i Uniwersytet Wiktorii zademonstrowały użyteczność interfejsu skoncentrowanego na zadaniu i modelu stopnia zainteresowania do wizualizacji ontologii.
W 2007 roku implementacja Mylyn została dołączona do większości dystrybucji Eclipse IDE.
W 2008 roku pojawiły się alternatywne implementacje interfejsu skoncentrowanego na zadaniach, w tym NetBeans Cubeon oraz narzędzie Tasktop Pro dla kierowników projektów.
Do 2009 roku większość narzędzi do zwinnego tworzenia oprogramowania i zarządzania cyklem życia aplikacji zapewniała integrację z Mylyn.
W 2011 roku pojawił się NBTaskFocus, który zapewniał podobne do Mylyn funkcje skupiania się na zadaniach w NetBeans IDE.

## Technologia
Podstawowym celem interfejsu skoncentrowanego na zadaniu jest ograniczenie informacji wyświetlanych w aplikacji do tych, które są istotne dla bieżącego zadania użytkownika. Na podstawie interakcji użytkownika każdemu jednoznacznie identyfikowalnemu elementowi informacji dostępnej dla użytkownika przypisywany jest ranking stopnia zainteresowania (DOI).
Im częściej i ostatnio użytkownik wchodził w interakcje z danym elementem informacji, tym wyższy jest DOI dla tego elementu dla danego zadania.
Rankingi DOI dla elementów informacji mogą być wykorzystane w interfejsie skoncentrowanym na zadaniu na cztery sposoby.
Elementy poniżej pewnego progu DOI mogą być filtrowane w celu zmniejszenia liczby prezentowanych elementów. Elementy mogą być uszeregowane według ich DOI; na przykład, elementy o największym zainteresowaniu mogą być wyświetlane na początku listy. Elementy mogą być ozdobione kolorami, aby wskazać zakresy DOI.
Wreszcie, wyświetlanie elementów informacji strukturalnych może być automatycznie zarządzane za pomocą DOI; na przykład tekst odpowiadający elementom o niskim DOI może być automatycznie pomijany.
Wartość DOI dla każdego elementu informacji, z którym użytkownik wchodzi w interakcję w ramach zadania, może być wyprowadzana z przechowywanej historii zdarzeń interakcji zarejestrowanych podczas pracy użytkownika z aplikacją. Podejście to wymaga, aby użytkownik wskazał początek zadania. Zbiór wszystkich zdarzeń interakcji, które mają miejsce podczas pojedynczego zadania nazywany jest „kontekstem zadania”.
Wykazano, że interfejsy skoncentrowane na zadaniach skutecznie redukują przeciążenie informacyjne i poprawiają produktywność.
Projekt Eclipse Mylyn i NBTaskFocus dla NetBeans IDE jest implementacją interfejsu skoncentrowanego na zadaniach. Mylyn filtruje, sortuje, podświetla, zawija i zarządza rozszerzaniem drzewa dla wielu widoków w Eclipse IDE na podstawie aktualnie aktywnego zadania. NBTaskFocus filtruje panele projektu i zarządza automatycznym kontekstem zadań dla NetBeans IDE.

## Projektowanie aplikacji mobilnych z wykorzystaniem interfejsu skoncentrowanego na zadaniu[11]
Urządzenia mobilne są bardziej skomplikowanym rozwiązaniem aniżeli komputery, głównie pod kątem projektowania aplikacji.
Urządzenia mobilne nie są miniaturowymi komputerami, ale osobną kategorią, która wymusza inne podejście do kwestii User Experience, projektowania, badań, technologii. Smartfony traktujemy jako urządzenia, z którymi mamy o wiele silniejszą więź emocjonalną niż z komputerami.
Wykonujemy na nich zadania prostsze, trwające mniej czasu i wymagające mniejszego zaangażowania od strony użytkownika. Interakcje podejmujemy zazwyczaj w sposób bardziej impulsywny.
Projektowanie aplikacji mobilnej zorientowane na zadania duży nacisk kładzie na maksymalną użyteczność, wygodę oraz dostosowanie interfejsu do szybkiego i bezproblemowego wykonania zadań.
Dominującą zasadą podczas projektowania aplikacji mobilnych jest minimalizm. Redukcji powinny ulec funkcjonalności. Warto dostosowywać funkcjonalności do możliwości urządzeń. Minimalizacja oznacza także minimalizację oczekiwań względem użytkownika minimalizację działań upraszczanie gestów.